# 徳島日産自動車
徳島日産自動車株式会社（とくしまにっさんじどうしゃ）は、徳島県全域を営業区域とする日産自動車のディーラー（旧ブルーステージ）である。

## 沿革
- 1937年（昭和12年）9月3日 - 会社設立。
- 1946年（昭和21年） - 徳島工機株式会社から徳島日産自動車販売株式会社に商号変更。
- 1948年（昭和23年）2月20日 - 徳島日産自動車株式会社に商号変更。
- 1962年（昭和37年）2月21日 - 本店を現在地に移転。

## 事業所
- 徳島店：徳島市昭和町8丁目44-5
- 鳴門店：鳴門市大津町吉永字中之越217-1
- 阿南店：阿南市見能林町大作半15-1
- 日産カーパレス藍住：板野郡藍住町奥野字東中野須32-1
- 板野店：板野郡板野町西中富字東中須39-5
- 三好店：三好郡東みよし町中庄1241-1